# Team Stronach
Team Stronach dla Austrii (niem. Team Stronach für Österreich) – austriacka partia polityczna o profilu liberalnym i eurosceptycznym.
Ugrupowanie zostało zarejestrowane 25 września 2012 z inicjatywy Franka Stronacha, kanadyjskiego i austriackiego miliardera, założyciela koncernu Magna International. Do listopada tegoż roku przystąpiło do niego pięciu deputowanych (głównie dawnych członków Sojuszu na rzecz Przyszłości Austrii), co pozwoliło utworzyć parlamentarną frakcję. Partia zaczęła głosić poglądy liberalne gospodarczo i jednocześnie eurosceptyczne, opowiadając się m.in. za likwidacją strefy euro. Pierwsze sondaże po powstaniu formacji przynosiły jej poparcie na poziomie 10–12%. W marcu 2013 Team Stronach uzyskała zbliżone wyniki w wyborach regionalnych w Karyntii i Dolnej Austrii.
W wyborach krajowych z września 2013 partia uzyskała około 5,7% głosów, co przełożyło się na 11 mandatów w Radzie Narodowej. Poparcie dla partii stopniowo malało, a samo ugrupowanie ograniczało swoją działalność. W czerwcu 2017 partia ogłosiła, że nie wystartuje w kolejnych wyborach i zostanie rozwiązana w tym samym roku.